# Сордио
Сордио (итал. Sordio) је насеље у Италији у округу Лоди, региону Ломбардија.
Према процени из 2011. у насељу је живело 3149 становника. Насеље се налази на надморској висини од 88 м.

## Становништво
Према резултатима пописа становништва 2011. у општини је живело 3.149 становника.
| 1931. | 1936. | 1951. | 1961. | 1971. | 1981. | 1991. | 2001. | 2011. |
| ----- | ----- | ----- | ----- | ----- | ----- | ----- | ----- | ----- |
| 357   | 358   | 391   | 672   | 1.149 | 1.429 | 1.911 | 2.327 | 3.149 |